# جون وليامز (جندي)
جون وليامز (بالإنجليزية: John Williams)‏ هو جندي أمريكي، (ولد في مقاطعة بلير في الولايات المتحدة 1832  م).